# Erik Svensson (biolog)
Kurt Erik Svensson, född den 8 januari 1967 i Lund, är en svensk biolog och professor vid institutionen för evolutionär ekologi vid Lunds universitet.
Svensson blev filosofie doktor vid Lunds universitet år 1997 och professor år 2008. Han tilldelades Tage Erlanders pris av Kungliga Vetenskapsakademien 2004. Under åren 2010–2012 var han gästprofessor vid universitetet i Stellenbosch i Sydafrika.
Svenssons publicering har 2023 enligt Scopus (artikeldatabas)(en) över 8 000 citeringar och ett h-index på 54.